# Aage Schoch
Aage Schoch (født 24. januar 1898 i Horsens, død 17. november 1968 i København) var en dansk modstandsmand og medlem af Frihedsrådet. Han var chefredaktør ved den konservative avis Nationaltidende.

## Liv og karriere
Schoch var søn af købmand Rudolph Christian Schoch og hustruen Anna Andrea f. Møller; forældene var blevet viet i Vor Frue Kirke i København den 22. maj 1896.
Schoch blev student fra Horsens Statsskole 1917 og blev cand.polit. 1923. Han var redaktionssekretær ved The Baltic Scandinavian Trade Review 1923-25, udenrigspolitisk medarbejder ved Jyllandsposten 1926-34, redaktionssekretær ved Berlingske Tidende i 1934 og blev chefredaktør for Nationaltidende 1934. Han måtte i 1942 træde tilbage som redaktør på grund af bladets anti-nazistiske linje. Schoch havde kontakter til mange sider: Faldskærmsfolkene og den illegale presse, og derfor blev han medlem af Frihedsrådet fra begyndelsen, selvom han ikke repræsenterede nogen organisation.
Den 2. september 1944 blev Schoch arresteret af Gestapo og sat i fangenskab i Shellhuset, men ligesom Mogens Fog slap han ud af bygningen ved det engelske bombardement 21. marts 1945.
Schoch fik i 1949 en datter med Kate Fleron, som han levede sammen med i mange år, men fordi Kate var imod ægteskaber blev parret ikke gift.
Efter krigen var han chefredaktør ved Berlingske Tidende og Berlingske Aftenavis 1945-46, medarbejder ved Flensborg Avis 1947-49 og direktør for Dansk Røde Kors 1949-56. Han var med i det præsidium, der samlede penge ind til og byggede Frihedsmuseet.